# Seznam postav seriálu Hvězdná brána: Atlantida
Toto je seznam postav z kanadského sci-fi seriálu Hvězdná brána: Atlantida, který vytvořili Brad Wright a Robert C. Cooper. Seriál popisuje dobrodružství lidské expedice do ztraceného města Atlantida v galaxii Pegasus.

## Hlavní role

### John Sheppard
John Sheppard je fiktivní postava důstojníka Letectva Spojených států v televizním seriálu Stargate Atlantis. Do mise Dr. Elizabeth Weirové na Atlantidu se dostal náhodně, když jako pilot generála O'Neilla na základně Antiků v Antarktidě zjistil, že má antický gen a dovede tak ovládat a kontrolovat antická zařízení.
Postavu Johna Shepparda ztvárnil herec Joe Flanigan.

### Elizabeth Weirová
Postavu Elizabeth Weirové ztvárnila herečka Torri Higginson.

### Samantha Carterová
Postavu Samanthy Carterové ztvárnila herečka Amanda Tapping.

### Richard Woolsey
Richard Woolsey je bývalým členem NID a zástupcem Spojených států v mezinárodní organizaci IOA. Richard Woolsey byl součástí poroty IOA, která odvolala Dr. Weirovou na Zemi, aby vysvětlila její selhání ve spojenectví s Wraithy. Woosley respektuje Dr. Weirovou a pokouší se obhajovat její činnost, ale musí podržet své kolegy z IOA. IOA Woosleyho odeslala na Atlantidu, aby vyhodnotil schopnost Dr. Weirové velet. Při hodnocení schopností Dr. Weirové, udělal na členy expedice spíše špatný dojem. Nicméně, nakonec straní Dr. Weirové zasláním zprávy IOA, upravenou tak, aby upřednostňovala Dr. Weirovou a udržel ji ve velení Atlantidy. Později se Richard Woolsey stává novým velitelem expedice Atlantis po plukovníku Carterové.
Postavu Richard Woolseyho ztvárnil herec Robert Picardo.

### Rodney McKay
Dr. Meredith „Rodney“ McKay (běžně znám jako Rodney McKay) je fiktivní postava v televizním seriálu Stargate Atlantis ztvárněná Davidem Hewlettem. Poprvé se však objevuje již v epizodě 48 hodin televizního seriálu Hvězdná brána. McKay je Kanaďan, ačkoliv pracuje pro Letectvo Spojených států jako expert na astrofyziku, naquadah, antické technologie a systém hvězdné brány.

### Ronon Dex
Ronon Dex je fiktivní postava v televizním seriálu Stargate Atlantis, ztvárněná Jasonem Momoou. Je Sateďan původem z galaxie Pegasus, který se stal běžcem (runner), to znamená, že Wraithové mu voperovali do zad sledovací zařízení a lovili ho jako lovnou zvěř. Dařilo se mu utíkat 7 let, než narazil na tým plk. Shepparda.[1] Poté, co mu doktor Carson Beckett vyjmul sledovací zařízení, nahradil Aidena Forda v týmu Johna Shepparda, kde funguje hlavně jako ochránce.[1] Nejvíce z celého týmu si rozumí s Teylou Emmagan, která mu pomůže se na novém místě adaptovat.[1] Má vlastní speciální zbraň, která lze nastavit buď na omráčení nebo na zabití. Tato zbraň zřejmě pochází od rasy jménem Cestovatelé, ale jak k ní Ronon přišel, se v seriálu nezmiňuje. Vlastní také meč, a několik nožů, které má schované různě po těle. [1] Je impulsivní a málomluvný. Je to typ člověka, který je silným spojencem, ale mocným nepřítelem. Nenávidí Wraithy hlavně proto, že zničili jeho domovskou planetu. Sám řekl: „Neodejdu z této galaxie, dokud nezemře poslední Wraith. Tento slib nebyl dodržen, Ronon se totiž rozhodl vrátit spolu s Atlantidou na Zemi (poslední epizoda "Nepřítel před branami")

### Teyla Emmagan
Teyla Emmagan je fiktivní postava z televizního seriálu Stargate Atlantis ztvárněná herečkou Rachel Luttrell. Je Athosianka pocházející z planety Athos v galaxii Pegasus a s týmem Johna Shepparda se setkala, když jejich svět začali sklízet Wraithové.[1] Většina její rodiny byla sklizena Wraithy. Po posledním útoku Wraithů na její domovskou planetu ji i se svým lidem opustila a odešla na Atlantis.[1] Má velké znalosti světů a národů v galaxii Pegasus, čehož využívá coby členka Sheppardova týmu.[1] Kvůli dávnému pokusu wraithského vědce na Teyliných předcích má Teyla ve své DNA část wraithské DNA, což jí umožňuje Wraithy vycítit a napojit se na jejich komunikaci.[1] Mezi její nejbližší přátele patří Ronon Dex, ale velmi blízko má i k podplukovníkovi Sheppardovi.

### Carson Beckett
Dr. Carson Beckett je fiktivní postava hlavního lékaře v televizním seriálu Stargate Atlantis, ztvárněná Paulem McGillionem.[1] Je Skot, což je patrné především z jeho přízvuku.[1] Doktor Beckett objevil antický gen ATA (Ancient Technology Activation gene), který mimo jiné sám vlastní, a který lidem umožňuje používat antické technologie jak na Atlantidě, tak kdekoliv ve vesmíru.[1] Vymyslel tzv. genovou terapii, tedy postup, během něhož je ATA gen implantován člověku, který jej nemá.[1] Účinnost terapie je 4 8%. Jeho lékařské zkušenosti a skutečnost, že objevil antický gen, mu pomohly stát se členem týmu Dr. Elizabeth Weirové na její misi na Atlantidě. Na Beckettově uniformě je připevněna skotská vlajka. Doktor Beckett zahynul ve třetí sérii seriálu, v dílu č. 17 s názvem Neděle, krátce poté, co vyoperoval výbušný nádor z těla pacienta. 1,5 roku před jeho smrtí byl naklonován Michaelem, následně se vrátil na Atlantidu k vykonávání své práce.

### Aiden Ford
Postavu Aidena Forda ztvárnil herec Rainbow Sun Francks

### Jennifer Kellerová
Postavu Jennifer Kellerové ztvárnila herečka Jewel Staiteová.

## Vedlejší role

### Vojáci

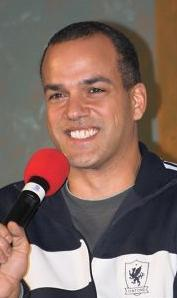
Dean Marshall

- Dean Marshall Sergeant Bates, kterého ztvárnil herec Dean Marshall (série 1, 4) – Voják, který slouží jako šéf bezpečnosti na Atlantidě v 1. sérii. Poprvé se objevuje v epizodě Vynoření jako námořník pod velením plukovníka Sumnera a podílí se na jejich misi na planetu Athos.
- Dillon Everett, kterého ztvárnil herec Clayton Landey (série 1–2) – Plukovník Námořní pěchoty Spojených států amerických, který byl poslán ze Země přes Hvězdnou bránou, aby pomohl Atlantidě v boji proti Wraithskému útoku v epizodě „V obležení, 2.část“.
- Steven Caldwell, kterého ztvárnil herec Mitch Pileggi (série 2–5) – Plukovník USAF a velitel vesmírné lodi Daedalus. Poprvé se objevil v epizodě „V obležení 3.část“, přilétající právě včas zachránit Atlantidu před Wraithy.
- Abraham Ellis, kterého ztvárnil herec Michael Beach (série 3–5) – Plukovník USAF a velitel vesmírné lodi Apollo, poprvé se objevil v epizodě „Zaútočit první“.
- Evan Lorne, kterého ztvárnil herec Kavan Smith (série 2–5) – Major USAF a druhý nejvyšší důstojník na Atlantidě po podplukovníku Sheppardovi. Zúčastnil se mnoha misí. Poprvé se objevil v 7. epizodě 7. série seriálu Hvězdná brána „Nepřátelský důl“
- Marshall Sumner, kterého ztvárnil herec Robert Patrick (série 1) – Plukovník USMC a vojenský velitel expedice Atlantis. V epizodě „Vynoření“ byl unesen Wraithy při první misi na planetu Athos. Dříve než Wraithové úplně vysáli ze Sumnera život, Sheppard střelil Sumnera do srdce.
- Sergeant Markham, kterého ztvárnil herec Joseph May – Poddůstojník USMC a nositel ATA genu. Pilotoval Puddle Jumper v epizodě „Třicet osm minut“, který uvízne v bráně na téměř celých třicet osm minut.
- Poručík Kemp, kterého ztvárnil herec Niall Matter (série 4) – Voják USAF, který byl s týmem majora Lorna v epizodě „Ztráta paměti“, potom v epizodě „Všechny mé hříchy budou vzpomenuty“ má svůj vlastní tým a je zabit v akci.

### Vědci

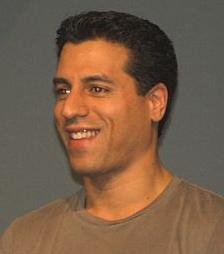
Craig Veroni

- Craig Veroni Dr. Peter Grodin, kterého ztvárnil herec Craig Veroni (série 1) – Britský vědec na expedici Atlantis.
- Dr. Radek Zelenka , kterého ztvárnil herec David Nykl (série 1–5) – český vědec a expert na Antické technologie.
- Dr. Birová, kterou ztvárnila herečka Lindsay Collinsová (série 1–3) – Je patoložkou v týmu Dr. Becketta.
- Dr. Katie Brownová, kterou ztvárnila herečka Brenda Jamesová (série 2–4) – Je botaničkou která se poprvé objevila v epizodě "Duet".
- Dr. Kate Heightmeyerová, kterou ztvárnila herečka Claire Rankinová (série 1–4) – Je americká psycholožka. Poprvé se objevila v epizodě "Dar", kde mluví s Teylou o svých znepokojující snech o Wraithech.
- Dr. Peter Kavanagh, kterého ztvárnil herec Ben Cotton (série 1–2, 4–5) – Je americký vědec, který se rozhodl připojit k expedici Atlantis.
- Dr. David Parrish, kterého ztvárnil herec Jonathon Young (série 2, 5), je botanikem, jehož úkolem je zkoumání rostlinného života v galaxii Pegasus.

### Ostatní
- Chuck, kterého ztvárnil herec Chuck Campbell (série 1–5) – Je technikem, který se poprvé objevil v epizodě "Bratrstvo". Od té doby se stal pravidelně objevující se postavou seriálu. Také se krátce objevil v epizodě seriálu Hvězdná brána "Projekt Pegasus". Chuck je hlavní technik Hvězdné brány v expedici Atlantis, který nahradil Petera Grodina po jeho smrti na konci 1. série.
- Jeannie Millerová, kterou ztvárnila herečka Kate Hewlettová (série 3–5) – Je mladší sestrou Rodneyho McKaye. Je špičkovou vědkyní, která dala svou rodinu na první místo, když otěhotněla. První zmínka o ní se objevila v epizodě "Horká zóna" a poprvé se objevila v epizodě "McKay a paní Millerová".

## Vedlejší mimozemské role

### Antikové
- Janus, kterého ztvárnil herec Gildart Jackson (série 1) – Je Antický vědec, který žil během prvního obléhání Atlantidy Wraithy před 10 000 lety.
- Melia, kterou ztvárnila herečka Melia McClureová (série 1) – Je členkou Nejvyšší rady Atlanťanů během prvního obléhání Atlantidy před deseti tisíci lety. Poprvé se objevila jako hologram v epizodě "Vynoření", popisující historii Antiků v galaxii Pegasus.

### Asurané
- Niam, kterého ztvárnil herec John O'Callaghan (série 3) – Vůdce frakce Asuranů, kteří věří, že jejich cílem by mělo být Povznesení. Potká Elizabeth Weirovou a její tým v epizodě "Potomci".
- Oberoth, kterého ztvárnil herec David Ogden Stiers (série 3–4) – Je vůdce Asuranů a nepřítel expedice Atlantis. Poprvé se objevil v epizodě "Potomci", kde informuje Elizabeth Weirovou a její tým, že jeho lidé nemají zájem na spojenectví proti Wraithům.

### Ostatní mimozemské role
- Hermiod, hlas namluvil herec Trevor Devall (série 2–3) – Je Asgardský technik přidělen na vesmírnou loď Daedalus.
- Larrin, kterou ztvárnila herečka Jill Wagner (série 4) – Vůdkyně patřící k Cestovatelům, skupině lidí, kteří žijí na vesmírných lodích, aby unikli Wraithům.
- Lucius Lavin, kterého ztvárnil herec Richard Kind (série 3) – Člověk z galaxie Pegasus. Tým Atlantis se s ním setkává v epizodě "Neodolatelný" jako předmět zbožňování ze strany obyvatel celé vesnice.